# Ritopek
Ritopek (Servisch cyrillisch Ритопек) is een plaats in de Servische gemeente Grocka. De plaats telt 2284 inwoners (2002).